# Cantó de Saint-Symphorien-sur-Coise
El cantó de Saint-Symphorien-sur-Coise és un antic cantó francès del departament del Roine, situat al districte de Lió. Té 10 municipis i el cap és Saint-Symphorien-sur-Coise.

## Municipis
- Aveize
- La Chapelle-sur-Coise
- Coise
- Duerne
- Grézieu-le-Marché
- Larajasse
- Meys
- Pomeys
- Saint-Martin-en-Haut
- Saint-Symphorien-sur-Coise

| Data d'elecció                           | Identitat       | Partit        | Qualitat |
| ---------------------------------------- | --------------- | ------------- | -------- |
| 1945-1982                                | Benoît Carteron | Divers droite |          |
| 1982-2001                                | Louis Véricel   | app. UDF      |          |
| 2001-2015                                | Maurice Cellier | Centrista     |          |
| les dades anteriors no són pas conegudes |                 |               |          |